# Don Gato y su pandilla (película)
Don Gato y su pandilla es una película de animación de 2011 de comedia, dirigida por Alberto Mar y basada en la serie de televisión estadounidense homónima creada por William Hanna y Joseph Barbera y producida por Hanna-Barbera. Fue producida por Ánima Estudios de México en asociación con Illusion Studios de Argentina, con animación realizada por Cartoon Saloon de Irlanda, Copernicus Studios de Canadá, Laughing Lion de India y Lizard Brain. Es la segunda adaptación fílmica de Don Gato y su pandilla, siendo la primera Don Gato y su pandilla en Beverly Hills (1988) —película para televisión hecha como parte de la serie antológica Hanna-Barbera Superstars 10—. Por otra parte, es la sexta producción cinematográfica de Ánima Estudios, así como la octava película del estudio en general, y es considerado como el segundo trabajo del estudio basado en personajes ya establecidos. Por parte de Illusion Studios, es su cuarto largometraje y su segunda coproducción junto a Ánima Estudios después de Gaturro, la película (2010). Fue la primera vez que Ánima Estudios publicó dos largometrajes en el mismo año, ya que un mes después del estreno de Don Gato y su pandilla, el estudio lanzó en cines La leyenda de la Llorona.
En la historia, Don Gato y su pandilla se ven metidos en aprietos luego de que la policía de Nueva York asignara como nuevo jefe a Lucas Buenrostro, un excéntrico y tosco millonario, quien decide reemplazar a todo el personal con un gran ejército de robots con el que controla a la población, a la vez que Don Gato es falsamente acusado de asaltar un orfanato. El resto de la pandilla, con la ayuda del exoficial Matute, se une para sacar a Don Gato de prisión y enfrentar a Buenrostro para liberar a los ciudadanos. La película cuenta con las voces de Jason Harris, Chris Edgerly, Bill Lobley, entre otros. Esta es la última ocasión que Jorge Arvizu dobló a Benito y Cucho.

## Sinopsis
Durante un almuerzo con Benito, Don Gato ve a una gata caminando cerca de ahí. Excusándose, Don Gato corre rápidamente detrás de ella, siendo interrumpido por Rugelio, un perro que está enojado con Don Gato debido a que lo estafó en la compra de un collar antipulgas, pero pronto Don Gato lo saca del camino y se encuentra con la gata, que se presenta como Trixie. A pesar de que ella lo encuentra divertido, Trixie le dice que un gato callejero no es su tipo.
De regreso en el callejón, Don Gato se encuentra con Benito, quien se encuentra cocinando su famoso estofado de suela de zapato. En ese momento, aparece el Oficial Carlos Matute, quien le advierte a Don Gato que no se acerque al Carnegie Hall esa noche. Don Gato revisa un periódico y descubre por qué el Oficial Matute no quiere que estén allí: El violinista Lazlo Lozla estaría dando un concierto en ese lugar, y uno de los invitados especiales es el Maharajá de Pocajú, conocido por su generosidad y por regalar rubíes. Don Gato piensa que esos rubíes son justo lo que necesita para impresionar a Trixie. Don Gato llama al resto de la pandilla: Cucho, Espanto, Panza y Demóstenes, e idean un plan para escabullirse en el concierto sin que Matute los vea, por lo que Don Gato se disfraza de maharajá, y también disfraza a Benito como su asistente.
Esa noche, Don Gato y su pandilla se dirigen al Carnegie Hall para encontrarse con el Maharajá, sin embargo, las entradas se agotaron, por lo que deciden robarle las entradas a alguien que no las necesite, de esta manera, se encuentran con Lucas Buenrostro, un hombre desagradable quien se cree la persona más guapa de todos los tiempos. La pandilla roba sus boletos haciéndole creer que es un VIP. Lucas, al darse cuenta de esto, se va del lugar, y se revela que Trixie trabaja para él. En el concierto, mientras la pandilla distrae al Oficial Matute, quien es escolta del Maharajá, Don Gato apuesta con este y le logra sacar un dispositivo llamado el Maharajafón 5000, con múltiples funciones útiles, ya que el Maharajá se quedó sin rubíes.
Por culpa de Benito, Don Gato es descubierto por Matute, quien persigue a la pandilla por todo el teatro, hasta que terminan arruinando el concierto. Matute se preocupa al creer que será despedido.
A la mañana siguiente, el Oficial Matute es llamado a la estación de policía ya que el jefe de policía va a jubilarse, y anuncia que va a elegir a un nuevo jefe. Matute, emocionado, piensa que el será el elegido, por lo que Don Gato organiza una fiesta en el callejón. En la estación de policía, el jefe le revela a Matute que el nuevo jefe de policía es Lucas Buenrostro, y la única razón de tener el trabajo es por ser el yerno del jefe, además de que no tiene experiencia policíaca. Luego de que el jefe se va, Buenrostro reemplaza a todo el personal con robots que él cree que son más competentes, ya que según el, los humanos cometen errores, pero la tecnología es infalible. Buenrostro decide no despedir a Matute, ya que necesita que alguien aprenda sobre como usar su tecnología.
Posteriormente, Buenrostro bloquea el callejón de la pandilla con una cerca eléctrica, pero los gatos consiguen derribarla con ayuda de un gorila. Debido a esto, terminan evitando que el alcalde le otorgue un cheque con una millonaria suma de dinero a Buenrostro. Decidido a obtener a como dé lugar el dinero del alcalde, Buenrostro usa a Trixie para mantener a Don Gato alejado del callejón mientras él lleva a cabo su plan.
Trixie invita a Don Gato a una cita en un restaurante lujoso, donde gracias a un aparato especial, Buenrostro crea un robot exactamente igual a Don Gato, tanto en apariencia y voz. Posteriormente, Buenrostro envía al robot a robar dinero de un orfanato y grabar un vídeo para acusar injustamente a Don Gato del robo.
Don Gato regresa al callejón, pero es rechazado por su pandilla al ver la noticia del robo del orfanato. Buenrostro aparece en la escena, enseñando el vídeo que comprueba que Don Gato había robado el orfanato, por lo que es arrestado por la policía, y luego de un juicio injusto, Don Gato estuvo a punto de ir a la Cárcel de Gatos, pero Buenrostro engaña al juez, diciendo que había sobrecupo, por lo que Don Gato termina siendo condenado a la Cárcel de Perros.
Con el arresto de Don Gato, Buenrostro recibe el dinero del alcalde y manda a construir un enorme ejército de policías robot y un sistema de cámaras de vigilancia a gran escala que restringe por completo la privacidad de la ciudad. Mientras tanto, Don Gato intenta mantener un perfil bajo en la cárcel de perros, pero luego se vuelve popular al convertir la cárcel en un paraíso para todos los convictos. Allí se encuentra con Rugelio, quien había entrado allí por robar un libro. Sin embargo, Don Gato le provoca una crisis de identidad, haciéndole creer a Rugelio que es un gato, y revelara su "secreto" a los demás reclusos a menos que haga todo lo que le diga.
En cuanto a la pandilla de Don Gato, estos están luchando y comienzan a expresar su incredulidad en él, cosa que Don Gato nota en una de las cámaras de seguridad. Cucho, Demóstenes, Espanto, Panza y Benito intentan sobrevivir mediante todos los medios posibles, pero al no tener el ingenio de Don Gato, no consiguen ni un centavo y se empiezan a morir del hambre.
Buenrostro abusa de su autoridad y comienza a elaborar leyes ridículas para sacar cantidades absurdas de dinero a las personas por cada cosa que hacen, con la intención de gastarlo en hacerse aún más "guapo". Buenrostro se vuelve cada vez más adinerado, encarcelando injustamente a casi todos los habitantes de Nueva York. Cansada de la tiranía de Buenrostro, Trixie deja su trabajo, Buenrostro la despide y Trixie va con el Oficial Matute y le muestra evidencia de que el robot disfrazado de Don Gato enviado por Buenrostro fue el que robó el orfanato demostrando la inocencia del mismo. Sin embargo, Buenrostro se da cuenta de esto, y le revela sus verdaderas intenciones a Matute, y también confiesa que él no es yerno del anterior jefe, ya que este ni siquiera tiene una hija. Buenrostro intenta quitarles las pruebas y encarcelarlos, pero Matute consigue escapar, sin embargo, Trixie es capturada por los robots policiales y encarcelada por Buenrostro.
Después de que Matute le cuenta a la pandilla lo que realmente sucedió, y luego de que Demóstenes destruyera la única prueba de la inocencia de Don Gato, Espanto recuerda que El Gran Gus le debe un favor a Don Gato, y que tal vez el los ayude a sacarlo de la cárcel. Luego de un pequeño eclipse, con ayuda de Arabella, todos se dirigen con el Gran Gus para ayudarlos a sacar a Don Gato de prisión. El Gran Gus los conduce a través de un pasaje subterráneo hasta la cárcel de perros, y luego de pagarle a Don Gato, este se va. La pandilla se disculpa por dudar de Don Gato, que ya saben de su inocencia y le piden que vuelva, a lo que Don Gato decide volver. Los perros sabiendo que tienen gatos con ellos, y descubrir que Don Gato no era un perro, los persiguen con la intención de atraparlos, pero la pandilla y Matute escapan a través de un agujero de alcantarilla y consiguen salir del lugar.
La pandilla es acorralada por los robots de Buenrostro, pero gracias a Don Gato, estos terminan explotando, por lo que la pandilla se infiltra en el edificio disfrazados de robots a base de las partes que quedaron, y fingen que arrestaron a Matute. Este es encarcelado por Buenrostro, y una vez ahí, encuentran que Buenrostro ha encerrado a todos en la ciudad y les ha robado todo su dinero. Buenrostro dice que gracias a su tecnología, pronto todas las ciudades del país estarían así. Trixie se disculpa con Don Gato por lo que hizo, y les dice que el manual del usuario que usa Buenrostro dice como acabar con el sistema, pero éste está dentro de una caja fuerte.
Mientras Matute distrae a Buenrostro, la pandilla bajo la apariencia de robots se dirige al centro de control de Buenrostro, y usando la cabeza de Demóstenes, consiguen abrir la caja fuerte, pero acaban activando una alarma silenciosa que alerta a Buenrostro, que al descubrir que Don Gato está libre, está decidido a acabar con él de una vez por todas. Justo en el momento en que Benito encuentra el manual y Cucho ve cómo destruir el sistema, el resto de la pandilla de Don Gato (a excepción de Panza, quien estaba distrayendo a los robots) es encerrada en la bóveda. Don Gato permanece afuera. Cuando llega Buenrostro, ordena que Don Gato sea aniquilado por los robots. Cuando entra un solo robot, Don Gato se da cuenta de que todo el sistema de seguridad fue fabricado por el Maharajá de Pocajú. Don Gato saca el Maharajafón 5000, con el que presuntamente controla todos los robots y le ordena a Buenrostro que libere a la ciudad y le de también un helicóptero y pizza a todos, este se niega y Don Gato manda a todos los robots a arrestar a Buenrostro. Entrando en pánico, Buenrostro, dispuesto a no ir a la cárcel, autodestruye el ejército de robots, excepto uno, que se revela como Panza todavía disfrazado de robot. Todos los encarcelados y la pandilla de Don Gato son liberados en el proceso de autodestrucción. Buenrostro queda indefenso, por lo que es finalmente arrestado por Matute, y por sugerencia de Don Gato, Buenrostro es sentenciado a la cárcel de perros.
Buenrostro acaba siendo intimidado por los demás perros en la cárcel. Don Gato y Trixie inician una relación, y Matute es promovido como el nuevo Jefe de Policía por el arresto de Buenrostro. La pandilla celebra el ascenso de Matute, y finalmente Rugelio, quien salió de la cárcel pide un lugar en la pandilla de Don Gato, cosa que Don Gato acepta, ya que para él, siempre hay sitio para un gato más en su callejón.

## Reparto
| Personaje             | Actor original | Actor de doblaje     |
| --------------------- | -------------- | -------------------- |
| Don Gato              | Jason Harris   | Raúl Anaya           |
| Oficial Carlos Matute | Bill Lobley    | Sebastián Llapur     |
| Benito                | Chris Edgerly  | Jorge Arvizu         |
| Cucho                 | Jason Harris   | Jorge Arvizu         |
| Demóstenes            |                | Jesús Guzmán         |
| Espanto               | Ben Diskin     | Luis Fernando Orozco |
| Panza                 | Matthew Piazzi | Eduardo Garza        |
| Lucas Buenrostro      | Jason Harris   | Mario Castañeda      |
| Trixie                | Melissa Disney | Rosalba Sotelo       |
| Rugelio               | Jason Harris   | Ricardo Tejedo       |

## Recepción crítica y Precuela
Fue estrenada en México y Brasil el 16 de septiembre de 2011. En su estreno en México, recaudó 15 millones de pesos en tan solo un día. En su quinta semana recaudó 108 millones de pesos y ha sido una de las películas mexicanas más taquilleras de la historia. Su estreno en Argentina fue el 13 de octubre de 2011, mientras que en Paraguay fue el 23 de septiembre de ese mismo año, y en Perú un día después que en Argentina. La película se estrenó en España y Reino Unido, un año después, el 22 de junio y 1 de junio de 2012. La película se estrenó antes de La leyenda de la Llorona al mes siguiente en el año 2011.
Se anunció que habría una película que explicaría como se conoció la pandilla, que llevaría el título de Don Gato: El inicio de la pandilla, también producida por Ánima Estudios en 3D, y finalmente fue lanzada en 30 de octubre de 2015.